# Lidköpings hamn

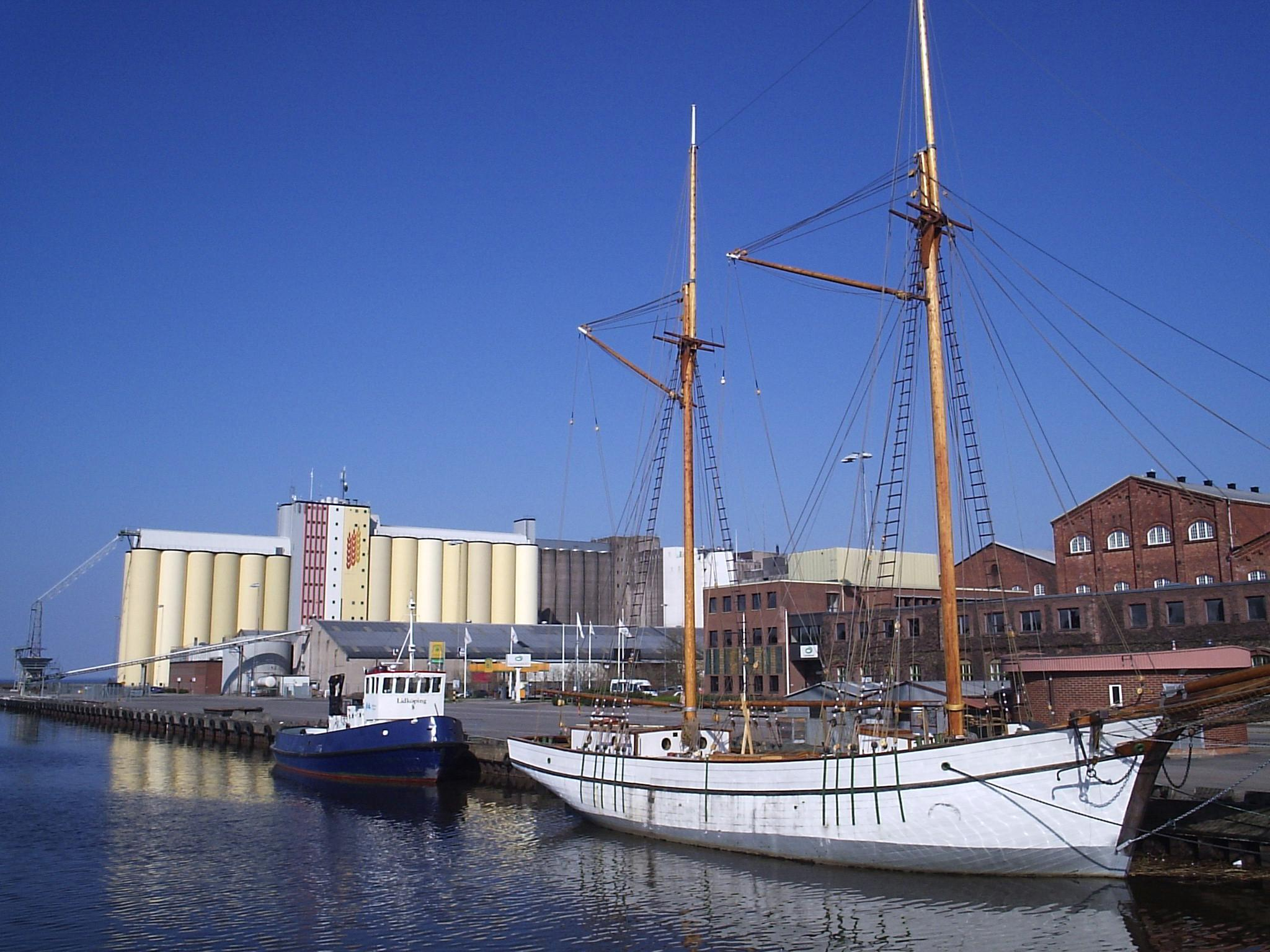
Östra hamnen

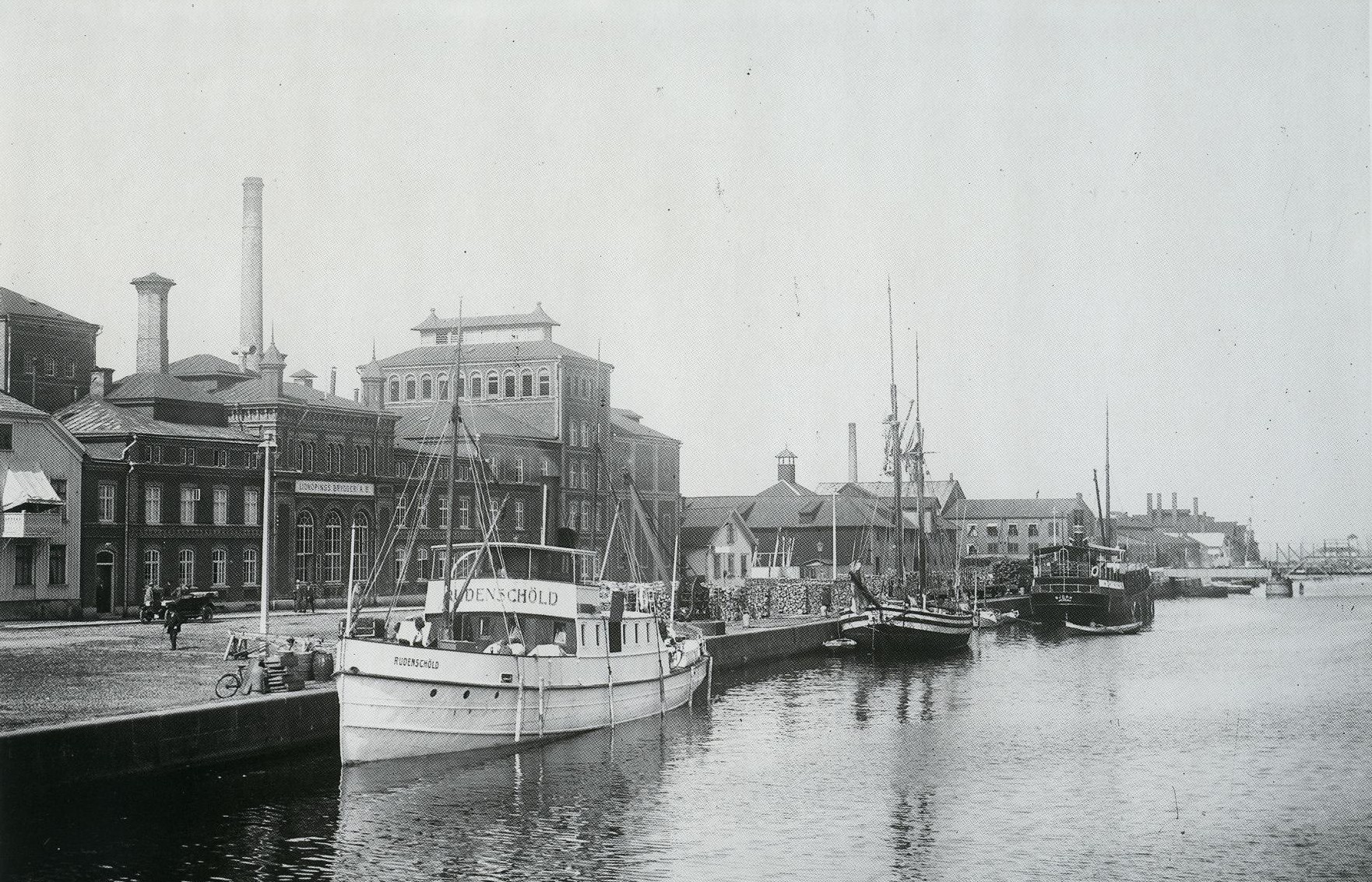
Västra hamnen, troligen 1910-talet

Lidköpings hamn i Lidköping är mätt i antalet ton Vänerns näst största hamn efter Karlstads hamn. År 2009 skeppades 468.419 ton i hamnen. Hamnen ligger längs Lidans utlopp i Vänern. I Västra hamnen finns bland annat kolverksamheten och i Östra hamnen finns spannmålshantering och övrig verksamhet.
Lidköpings hamn hanterar framför allt handel med jordbruksprodukter, bland annat stora volymer foder, gödning och spannmål, men också råvaror för cementindustrin. Ett godsslag som tillkommit under senare år, är emballerat avfall för förbränning i Lidköpings värmeverk.
Hamnen drivs av det för hamnarna runt Vänern gemensamma företaget Vänerhamn AB.